# Ян Амброз
Ян Амброз фон Рехтенберґ (пол. Jan Ambros Edler von Rechtenberg; 21 червня 1744, Гук (Huck), Моравія — 20 травня 1815, Львів) — професор канонічного і кримінального права Львівського університету, ректор університету в 1789—1790 і 1805—1806 роках.

## Життєпис
Народився 21 червня 1744 року в Моравії. Навчався на юридичному факультеті Віденського університету, де 1774 році захистив докторат із права. Того ж 1774 року приїхав до Львова і відтоді аж до 1806 року викладав на юридичному і богословському факультетах Львівського університету. Був спеціалістом з кримінального і церковного (канонічного) права. У 1788 році піднесений до шляхетського стану і до свого прізвища почав приписував додаток von Rechtenberg. 1796 року став радником шляхетського суду у Львові і канцлером латинської консисторії у Львові.
За 32 роки праці в університеті здобув собі велику повагу студентів і професорів. Двічі академічний сенат обирав його на посаду ректора Львівського університету (1789—1790 і 1805—1806).
Помер 20 травня 1815 року.